# Parafia Trójcy Przenajświętszej w Machowej
Parafia Trójcy Przenajświętszej w Machowej – parafia rzymskokatolicka, znajdująca się w diecezji tarnowskiej, w dekanacie Pilzno.